# Laura Moise-Moricz
Laura Manuela Moise-Moricz (* als Laura Manuela Moise am 11. Oktober 1976 in Onești) ist eine ehemalige rumänische Judoka. Bei Europameisterschaften gewann sie eine Goldmedaille und je zwei Silber- und Bronzemedaillen.

## Sportliche Karriere
Die 1,53 Meter große Laura Moise-Moricz kämpfte im Superleichtgewicht, der Gewichtsklasse bis 48 Kilogramm. 1993 gewann sie eine Bronzemedaille bei den Junioren-Europameisterschaften, im Jahr darauf belegte sie den siebten Platz. 1994 nahm sie auch erstmals an Europameisterschaften in der Erwachsenenklasse teil, schied aber in der ersten Runde aus. Ein Jahr später bei den Europameisterschaften 1995 in Birmingham und bei den Weltmeisterschaften 1995 in Chiba überstand sie jeweils die erste Runde, verpasste aber den Sprung unter die besten Acht. Ihre erste Medaille gewann Moise bei den Europameisterschaften 1996 in Den Haag. Nachdem sie im Achtelfinale gegen die Weißrussin Tazzjana Maskwina verloren hatte, siegte sie zweimal in der Hoffnungsrunde. Im Kampf um Bronze besiegte sie die Französin Sylvie Meloux.
Im Jahr darauf verlor Moise bei den Europameisterschaften 1997 in Ostende im Kampf um Bronze gegen die Russin Swetlana Komarowa. Bei den Weltmeisterschaften in Paris schied sie in ihrem Auftaktkampf aus. 1998 bei den Europameisterschaften in Oviedo wurde Moise wieder Fünfte, nachdem sie im Kampf um Bronze gegen die Polin Jolanta Wojnarowicz verloren hatte. 1999 gewann sie in Sofia und in Budapest ihre ersten Weltcup-Turniere. Bei den Europameisterschaften in Bratislava bezwang sie im Halbfinale die Schweizerin Monika Kurath. Im Finale unterlag sie der Französin Sarah Nichilo. Bei den Weltmeisterschaften in Birmingham schied sie ein weiteres Mal in ihrem Auftaktkampf aus. 2000 bei den Europameisterschaften in Breslau gewann Moise im Halbfinale gegen die Deutsche Julia Matijass und im Finale gegen die Russin Ljubow Bruletowa. Bei den Olympischen Spielen in Sydney gewann Moise ihren Auftaktkampf gegen die Südkoreanerin Park Seong-ja und unterlag in der zweiten Runde gegen die Kubanerin Amarilis Savón.
2001 erreichte Laura Moise-Moricz zum dritten Mal in Folge das Finale der Europameisterschaften. In Paris verlor sie im Endkampf gegen die Französin Frédérique Jossinet. 2002 gewann sie in Sofia ihr drittes Weltcup-Turnier. Bei den Europameisterschaften in Maribor unterlag sie im Viertelfinale Tazzjana Maskwina. Nach zwei Siegen in der Hoffnungsrunde und dem Gewinn des Kampfs um Bronze gegen die Portugiesin Ana Hormigo erhielt Laura Moise-Moricz eine Bronzemedaille.
Laura Moise-Moricz gewann von 1994 bis 2001 acht rumänische Meistertitel.